# Cnemotrupes pinalonensis
Cnemotrupes pinalonensis is een keversoort uit de familie mesttorren (Geotrupidae). De wetenschappelijke naam van de soort werd in 1994 gepubliceerd door Henry Fuller Howden.